# Steamboat Geyser

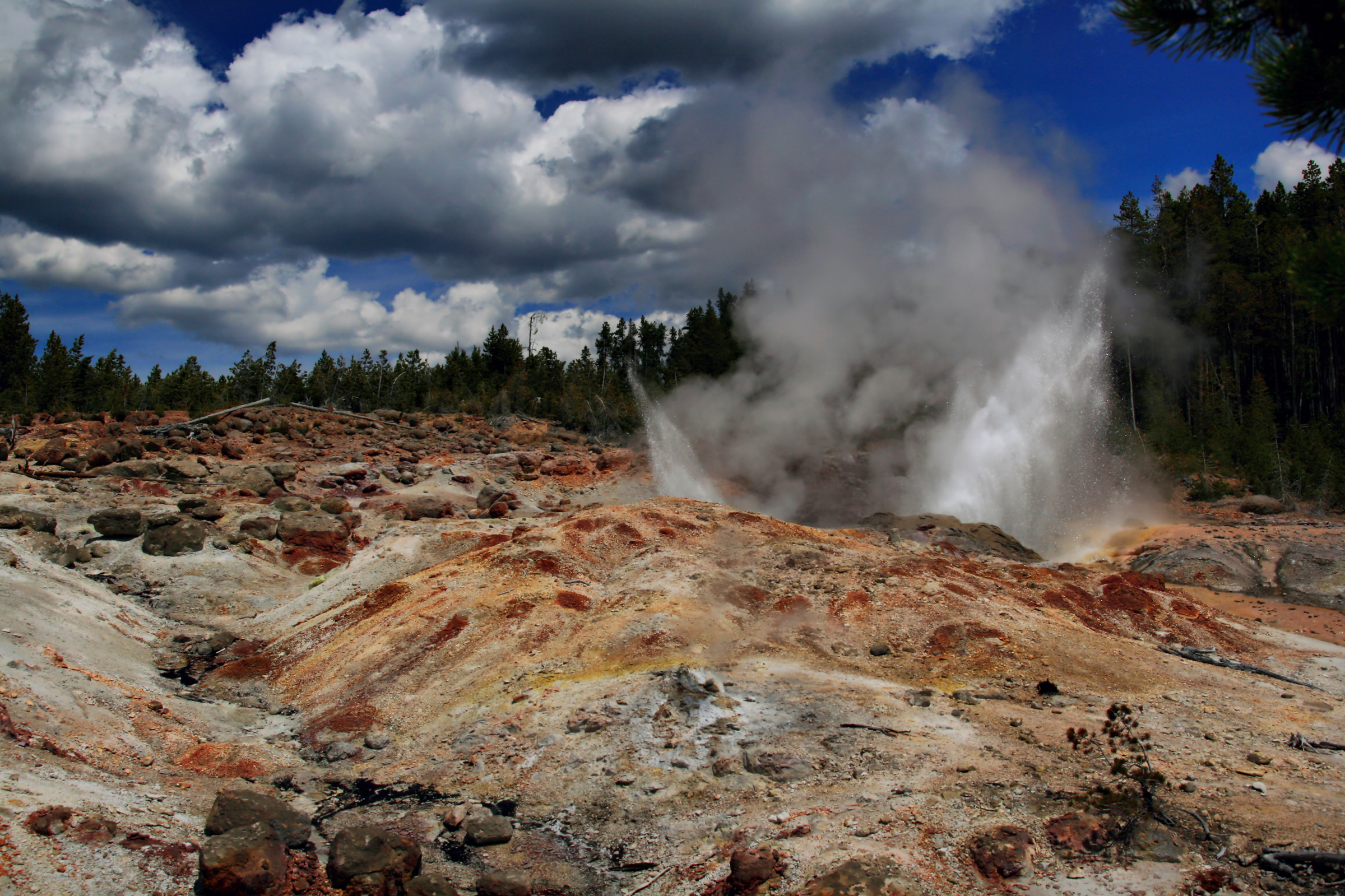
Steamboat Geyser podczas małej erupcji

Steamboat Geyser (Yellowstone) – najwyższy na świecie aktywny gejzer, należy do kompleksu Norris Geyser Basin w Parku Narodowym Yellowstone w Stanach Zjednoczonych. Podczas największych eksplozji wyrzuca wodę oraz parę wodną o temperaturze 92 °C na wysokość ponad 90 metrów, jednak z reguły można zobaczyć wybuch o wysokości do 12 metrów. Czas największych erupcji jest nieprzewidywalny, natomiast aby zobaczyć mniejsze należy zasięgnąć informacji u rangerów, którzy prowadzą stały monitoring gejzeru. W gejzerze znajdują się dwa czujniki – jeden w kanale pod gejzerem, drugi bliżej powierzchni ziemi.
Długość wybuchu także jest różna, waha się od 3 do 40 minut i zależy od wielu czynników, min. od ilości wody gruntowej i zaskórnej, temperatury i ciśnienia w komorze gejzeru pod ziemią oraz aktywności lawy z komory magmowej pod kalderą parku Yellowstone.

## Aktywność gejzeru
Steamboat odkryto podczas wyprawy Haydena w 1878 roku i nadano nazwę, którą kilka razy próbowano zmienić. Obecną, pierwotną nazwę można przetłumaczyć jako „parowiec”.
Na początku XXI wieku zanotowano zwiększoną aktywność gejzeru, od 2000 roku do 2005 zarejestrowano 7 dużych wybuchów:
- w 2000 roku 2 maja
- w 2002 roku 26 kwietnia i 13 września
- w 2003 roku 26 marca, 27 kwietnia i 27 października
- w 2005 roku 23 maja

Dla porównania wcześniejszy wybuch miał miejsce w 1991 roku (12 października).

### Aktywność po 2018 roku
Po 15 marca 2018 roku, po niemal 3,5-letniej przerwie zanotowano znaczący wzrost aktywności gejzeru. W ciągu niecałych dwóch lat, do 27 listopada 2019 r. wybuchał łącznie 77 razy.